# Cicindela coerulea
Cicindela coerulea is een keversoort uit de familie van de loopkevers (Carabidae). De wetenschappelijke naam van de soort is voor het eerst geldig gepubliceerd in 1773 door Pallas.